# Phoenix Wright: Ace Attorney
Phoenix Wright: Ace Attorney, lanzado en Japón como Gyakuten Saiban (逆転裁判?), es una novela visual para la consola Game Boy Advance de la saga Ace Attorney. Fue publicado y desarrollado por Capcom en Japón, Norteamérica y Europa, y publicado por Nintendo en Australia. Fue lanzado por primera vez en Japón en 2001 y posteriormente, en 2005, lanzado mundialmente para la Nintendo DS, añadiendo un episodio adicional que aprovecha la pantalla táctil y el micrófono de la Nintendo DS. También fue relanzado para PC como Ace Attorney PC, publicado por la compañía japonesa SourceNext poco después del lanzamiento, en el que recibió el nombre de Ace Attorney Yomigaeru Gyakuten. Además, una versión en inglés fue lanzada para los teléfonos móviles en 2009.
El juego se adentra en el mundo de los abogados y los juicios, donde el jugador encarna al protagonista y abogado defensor Phoenix Wright. El juego presenta cinco casos (cuatro en la versión original de Game Boy Advance) . Cada caso consta de dos modos de juego: la investigación y el juicio propiamente dicho. En el aspecto de investigación del juego, Phoenix reúne pruebas y habla con los personajes involucrados en el caso. En los juicios, Phoenix defiende a sus clientes con la utilización de pruebas, testimonios, y usando la lógica, resolviendo el misterio que rodea a cada caso. La perspectiva de la corte es por lo general en tercera persona, mientras que el punto de vista fuera de la corte es en primera persona.
Desde su lanzamiento, la serie ha producido muchas secuelas y spin-offs. Se produjeron dos secuelas directas, titulándose Phoenix Wright: Ace Attorney: Justice for All y Phoenix Wright: Ace Attorney: Trials and Tribulations (que también fueron llevados internacionalmente a Nintendo DS), que cuentan con los mismos personajes y jugabilidad que el juego original. También se ha lanzado un juego protagonizado por un abogado llamado Apollo Justice titulado Apollo Justice: Ace Attorney. Otro spin-off ha sido lanzado, titulándose Ace Attorney Investigations: Miles Edgeworth, y protagonizado por Miles Edgeworth.
Existe un port de este primer juego para iPhone, siendo una conversión directa de la versión de Nintendo DS, conservando incluso la doble pantalla vertical.
Este primer juego de la saga fue adaptado en 2012 a una película, Phoenix Wright: Ace Attorney, dirigida por Takashi Miike, la cual fue licenciada en España por Selecta Visión, y salió a la venta el 11 de diciembre de 2012.

## Jugabilidad
Los jugadores asumen el papel de Phoenix Wright, que actúa como un abogado defensor. El juego tiene dos segmentos: la investigación y el juicio. Durante el juicio, los jugadores deben hacer una variedad de tareas, que normalmente se hacen en una corte, incluyendo la declaración de testigos, la presentación de pruebas y protestas a las declaraciones contradictorias o las pruebas presentadas por la fiscalía. Los jugadores tienen cinco puntos de exclamación (!) que representan la línea de vida, que se va agotando a medida que el juez va impartiendo sanciones por cometer errores de suficiente gravedad (tales como presentar evidencia irrelevante o responder erróneamente a preguntas del juez o fiscal). Mientras que en el primer episodio los jugadores no abandonan la sala del juicio, en los episodios posteriores, el juez toma acciones como dar un receso, para que las partes puedan ordenar el caso. En estos días, los jugadores asumen el papel de Phoenix en la primera persona, donde se trata de investigar las áreas relacionadas con el caso. Existen cuatro opciones - Hablar, que permite a los jugadores hablar con personas en el área, Presentar, que permite a los jugadores presentar pruebas a cualquiera de los presentes; Examinar, que permite a los jugadores examinar el área para buscar pistas, y por último, la opción Ir a, que permite a los jugadores abandonar la zona para ir a otras.
Durante los juicios destacan dos figuras:
- El abogado es el encargado de la defensa en un caso. Son contratados por el acusado, y se encargan de interrogar a los testigos sobre su declaración (formada por varios testimonios).

- El fiscal es el encargado de la acusación. Su trabajo consiste en obtener un veredicto de culpabilidad para el acusado, además de exponer los casos al inicio del juicio y de llamar al estrado a los testigos.

En el episodio 5, Alzarse de las Cenizas, se introducen nuevas mecánicas de juego para la parte de investigación, donde se aprovecha la pantalla táctil y el micrófono de la Nintendo DS. Estos incluyen el rociador de luminol, un spray que permite a la gente ver la sangre que normalmente no se detecta a simple vista, y el polvo de aluminio, que puede ser utilizado para encontrar huellas dactilares. Ambos métodos utilizan la pantalla táctil, pero el segundo también utiliza el micrófono. Los jugadores también pueden analizar la prueba en tres dimensiones durante este episodio rotándola, permitiéndoles ver cosas que serían incapaz de detectar en dos dimensiones. También introduce la posibilidad de jugar el juego completo con la pantalla táctil, la posibilidad de ver la evidencia y los perfiles en la pantalla inferior, y utilizar el micrófono para decir varias frases en el mismo.

## Argumento
El primer caso de este juego es protagonizado por el abogado defensor Phoenix Wright, bajo la mirada de su jefa Mia Fey. Aun siendo su primer juicio, defiende con éxito a su amigo de la infancia Larry Butz por un cargo de asesinato, en el que fue acusado de asesinar a su novia, Cindy Stone.
Sin embargo, en el segundo caso del juego, Mia Fey es asesinada por tener conocimiento de un chantaje corporativo y su hermana menor, Maya Fey, es acusada porque su nombre fue encontrado escrito con sangre en un recibo. Phoenix Wright se ofrece a defenderla. No obstante, su amigo de la infancia, Miles Edgeworth, es el fiscal para el caso. Aun así, Maya Fey es declarada inocente, y se convierte en la asistente de Phoenix Wright, ofreciendo su capacidad de canalización como medios espirituales para contactar con el espíritu de Mia Fey para que esta le ayude en los momentos críticos. 
En el tercer caso, donde Miles Edgeworth también es el fiscal, Phoenix Wright y Maya Fey investigan el asesinato del actor Jack Hammer. Ellos descubren que la víctima fue asesinada accidentalmente por la productora Dee Vasquez en defensa propia, a quien el actor trató de asesinar por una cuestión de chantaje vestido como el Samurái de Acero para incriminar a Will Powers, actor que interpreta al Samurái de Acero.
En el cuarto caso, Miles Edgeworth es acusado de asesinato, y Phoenix Wright se ofrece para ayudarlo como abogado defensor. Se descubre que Miles Edgeworth ha sido involucrado en una situación creada por su antiguo mentor, Manfred Von Karma, que quince años antes, en el Incidente DL-6, había matado de un disparo al padre de Miles, Gregory Edgeworth (donde un joven Miles Edgeworth fue testigo de cómo se pelearon su padre y Yanni Yogi (alguacil en ese entonces) por oxígeno después de quedarse atrapados en un ascensor por un terremoto y en un intento de detener la pelea, Miles trató de lanzarle una pistola a su padre y accidentalmente disparó a Von Karma a través de la ventana del ascensor) por arruinar su récord perfecto en la corte, y que consistía en asegurarse de que todos los que sabían de esto fueran borrados del mapa. Debido a la situación, Miles Edgeworth creyó haber matado a su padre por accidente, por culpa de una pesadilla que tiene de los recuerdos del incidente DL-6, pero Phoenix Wright es capaz de exponer al descubierto el plan de Manfred Von Karma, consiguiendo la inocencia de Miles Edgeworth. Después del caso, Miles Edgeworth considera los hechos y decide tomarse un tiempo libre, mientras que Maya Fey le dice a Wright en una carta que va a volver a su casa en la aldea Kurain para entrenar su dotes como médium.
En el quinto caso, (que no está en la versión original de Game Boy Advance) Ema Skye, una chica con dotes para la investigación científica, va al despacho de Phoenix Wright pidiendo ayuda para defender a su hermana mayor, Lana Skye, quien está siendo juzgada por asesinato. Con la ayuda de los métodos científicos de Ema Skye para establecer algunas pruebas, y la ayuda de Miles Edgeworth durante el juicio, Phoenix Wright es capaz de deducir que Lana Skye fue chantajeada por el jefe de policía Damon Gant en encubrir un asesinato que ella pensaba que Ema Skye había cometido varios años antes, cuando en realidad Damon Gant cubrió a Ema Skye para luego chantajear a Lana Skye. Al final del caso, Ema Skye va a Europa y Lana Skye acepta la sentencia de la corte por ser un cómplice, a pesar de que fue chantajeada.

## Personajes principales
- Phoenix Wright (成歩堂 龍一 Naruhodō Ryūichi?) (24 años)

Es el protagonista del juego. Es un abogado licenciado que desde hace un año que trabaja en Fey & Co. Law & Offices, que tras la muerte de Mia pasa a llamarse Wright & Co. Law & Offices. Es despistado, se deja llevar y es sarcástico cuando habla para sí mismo. Maya Fey y Larry Butz lo llaman "Nick".
- Mia Fey (綾里 千尋 Ayasato Chihiro?) (27 años)

Es la jefa de Phoenix Wright y hermana mayor de Maya Fey. Siempre ayuda a Phoenix Wright en lo que puede canalizándose por medio de su hermana. Es la víctima del segundo caso (El Caso de las Hermanas).
- Miles Edgeworth (御剣 怜侍 Mitsurugi Reiji?) (24 años)

Es un fiscal que fue a la escuela durante el 4º de primaria con Phoenix Wright y Larry Butz. Hay rumores de que utiliza trucos sucios para obtener sus veredictos de culpabilidad. Es el acusado del cuarto caso (El Caso del Adiós).
- Maya Fey (綾里 真宵 Ayasato Mayoi?) (17 años)

Es la compañera de Phoenix Wright y la hermana menor de Mia Fey. Es amable, simpática, suele estar hambrienta y es un poco alocada a veces. Le encantan las hamburguesas (en la versión japonesa es el ramen). Es la acusada del segundo caso (El Caso de las Hermanas).
- Larry Butz (矢張 政志 Yahari Masashi?) (23 años)

Es un amigo de la infancia de Phoenix Wright y Miles Edgeworth. En la escuela tenían un dicho sobre él: "Si algo huele mal, pregunta a Larry y él sabrá." Es el acusado del primer caso (El Primer Caso).
- Dick Gumshoe (糸鋸 圭介 Itonokogiri Keisuke?) (30 años)

Torpe inspector del Departamento de Policía. Se encarga de la mayoría de las investigaciones iniciales. Es buen amigo de Miles Edgeworth. Durante la serie, su incompetencia le causa diversos recortes en su paga mensual.
- Manfred von Karma (狩魔 豪 Karuma Gō?) (65 años)

Es un talentoso pero turbio veterano fiscal con un currículum "casi" impoluto. No perdió ningún caso en sus 40 años de carrera; la única vez que salió penalizado de un juicio fue a manos de Gregory Edgeworth, el padre de Miles Edgeworth. Es demasiado perfeccionista y puede llegar a utilizar cualquier truco sucio para obtener un veredicto de culpabilidad. Es el mentor de Miles Edgeworth.
- Juez (裁判長 Saibanchō?)

No se sabe su nombre, pero es el juez de todos los casos de los juegos. Es un juez algo ingenuo, que no entiende todo a la primera.

## Episodios
- Episodio 1 - El Primer Caso: el primer juicio de Phoenix Wright. Cindy Stone aparece muerta en su apartamento, y el arma es un reloj con forma de una estatua de El pensador. El acusado es Larry Butz, el mejor amigo de la infancia de Phoenix Wright. Además, hay un testigo llamado Frank Sahwit que trata de inculparlo. El fiscal de turno es Winston Payne.

- Episodio 2 - El Caso de las Hermanas: Mia Fey aparece muerta en el Bufete Fey & Co. y todo apunta a que la asesina es su hermana, Maya Fey, que encontró el cadáver de la mujer. Además, hay una testigo que dice haber visto todo, April May. Miles Edgeworth será el fiscal de turno.

- Episodio 3 - El Caso del Samurái: Jack Hammer, un famoso actor que interpreta al Magistrado Malvado en la serie infantil El Samurái de Acero: Guerrero de Neo Olde Tokyo aparece muerto en Global Studios, y todo apunta a que el asesinato ha sido cometido por Will Powers (que interpreta al Samurái de Acero). Miles volverá a ser el fiscal de turno.

- Episodio 4 - El Caso del Adiós: Miles Edgeworth parece haber matado a Robert Hammond, y no parece haber dudas. Hay muchas pruebas y testigos que lo demuestran. El fiscal de turno será Manfred Von Karma, que tiene un historial perfecto de 40 años, aunque también tutor y padre adoptivo de Edgeworth.

- Episodio 5 - Alzarse de las Cenizas: el inspector Bruce Goodman aparece muerto en el maletero del coche de Miles Edgeworth. La principal sospechosa es Lana Skye, ya que hay varias pruebas y una testigo, Angel Starr, la ''Reina del Atragantamiento''. La hermana de la acusada, Ema Skye, de 16 años, recurre a la ayuda de Phoenix Wright para que defienda a Lana Skye. El fiscal de turno es Miles. Este episodio no está presente en la versión original de Game Boy Advance, siendo exclusivo de las versiones posteriores a esta.

| Predecesor: No tiene | Saga Ace Attorney | Sucesor: Phoenix Wright: Ace Attorney: Justice for All |

- Datos: Q1322480